# Mănăstirea Sfântul Petru din Salzburg

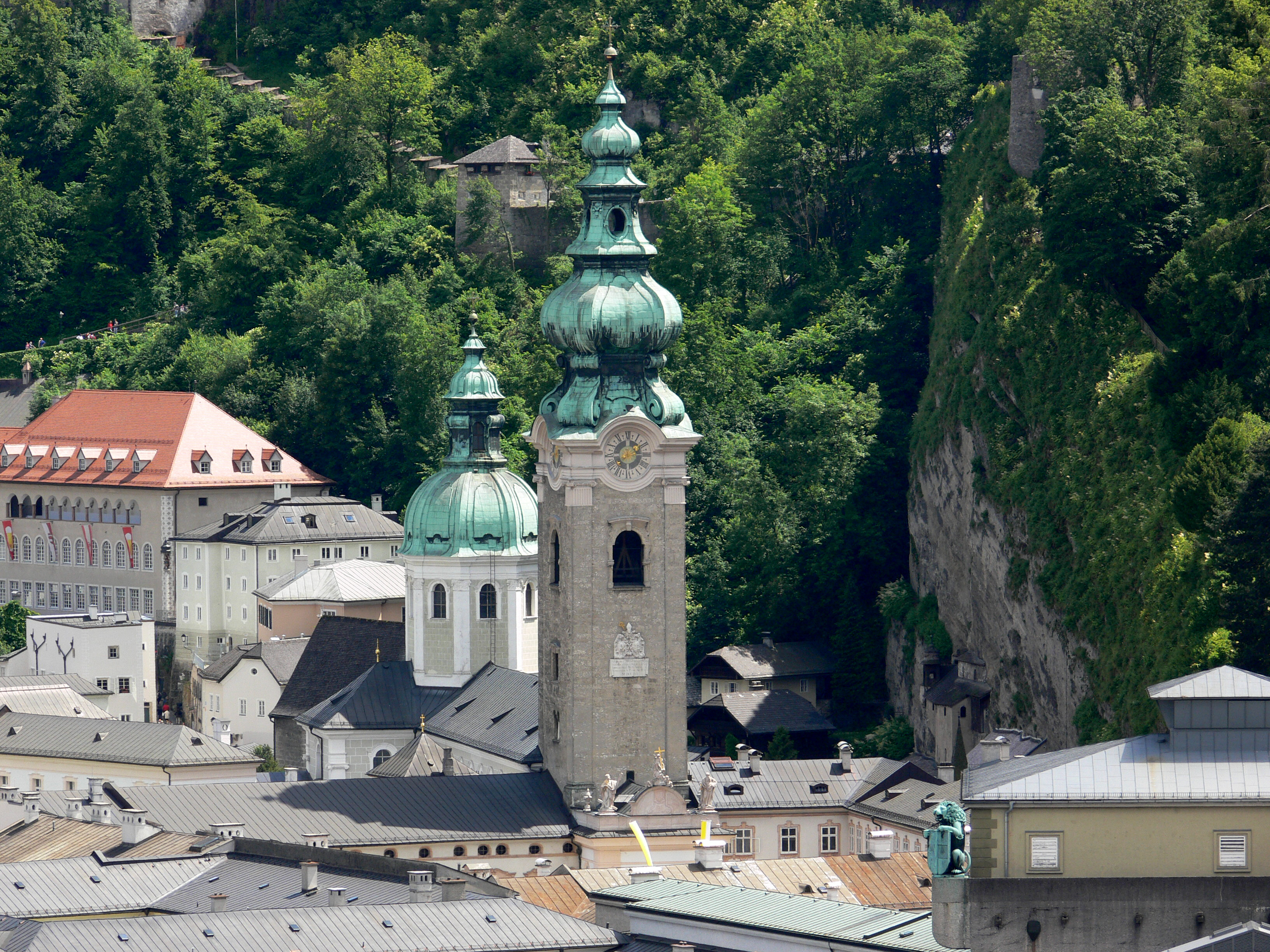
Biserica Sf. Petru

Mănăstirea Sfântul Petru, cunoscută și ca Abația Sfântul Petru (Stift Sankt Peter), din Salzburg este o mănăstire benedictină din Austria. Ea este considerată una dintre cele mai vechi mănăstiri din spațiul de limbă germană.

## Istoric
Mănăstirea Sf. Petru a fost fondată în anul 696 de Sfântul Rupert pe locul unei biserici din  Antichitatea târzie originară din perioada Primei creștinări săvărâșită de Severin de Noricum. Înființarea mănăstirii a fost menită să organizeze lucrarea misionară în Alpii Estici. Până în 987 funcția de stareț a fost deținută de arhiepiscopul de Salzburg: cele două funcții au fost deținute întotdeauna de un aceeași persoană.
În Evul Mediu Mănăstirea Sf. Petru a fost cunoscută prin excepționala sa școală de copiști. În 1074 arhiepiscopul Gebhard de Salzburg a trimis câțiva călugări la mănăstirea filială instituită recent la Admont din Marca de Stiria. În secolul al XV-lea, mănăstirea a adoptat Reformele de la Melk. În 1623 arhiepiscopul Paris Graf von Lodron a fondat Universitatea benedictină din Salzburg, care până la dizolvarea ei în 1810 a fost strâns legată de mănăstire.

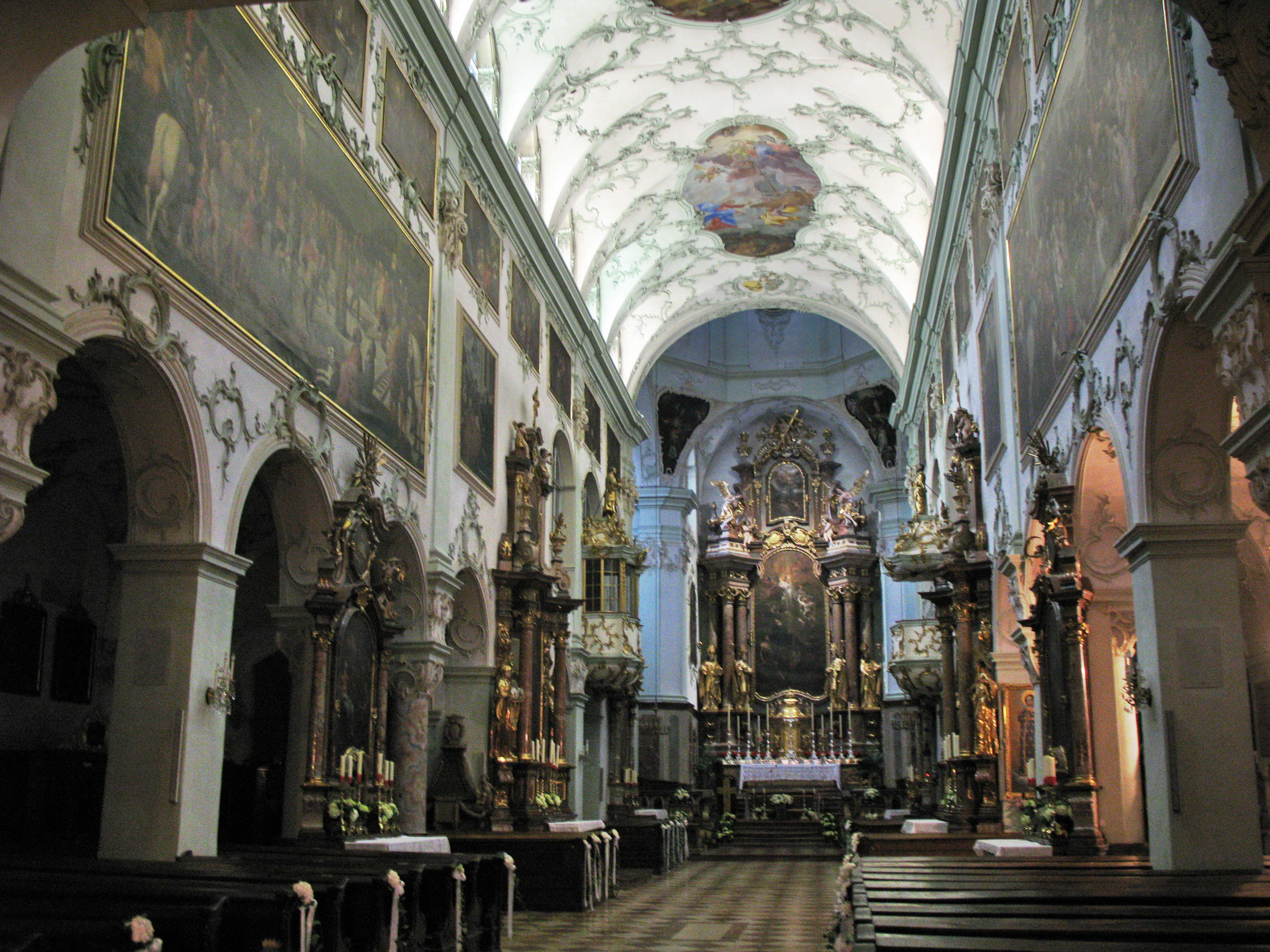
Interior

Începând din 1641 abația a fost membră a Congregației de la Salzburg, care a fuzionat în 1930 cu Congregația Austriacă (din care aceasta este casa principală) din Confederația Benedictină.
În 1926 eforturile pentru înființarea unei universități catolice au condus la înființarea colegiului benedictin ("Kolleg St. Benedikt"), din care s-a reîntemeiat mai târziu Universitatea din Salzburg. În 1927 Mănăstirea Sf. Petru a fost ridicată la statutul de abație.
În perioada național-socialismului călugării au fost alungați, dar mănăstirea nu a fost desființată, iar călugării au revenit după război.

## Biserica abației
Clădirea actuală în stil romanic de la poalele laturii de nord a dealului Mönchsberg a fost sfințită în 1147. Una dintre orgi au fost construite în cafas în 1444 de către Heinrich Traxdorf din Mainz. În timp ce turla a primit forma de bulb de ceapă în 1756, interiorul, deja remodelat de mai multe ori, a fost renovat în stil rococo între 1760 și 1782 în timpul abatelui Beda Seeauer de către Franz Xaver König, Lorenz Härmbler, Johann Högler, Benedikt Zopf și alții. Altarul mare este o operă a lui Martin Johann Schmidt. Capela Sf. Maria conține mormântul abatelui Johann von Staupitz (d. 1524), un prieten de-al lui Martin Luther.
Marea mesă în do minor a lui Mozart a avut premiera în biserică, probabil la 26 octombrie 1783, soția sa  Constanze cântând ca primă soprană.
Alături de altarul unde se află înmormântat Sfântul Rupert se află mormintele surorii lui Mozart, Maria Anna Mozart (Nannerl), și a lui Johann Michael Haydn. De asemenea, este înmormântat în biserica abației și Sf. Vitalis.

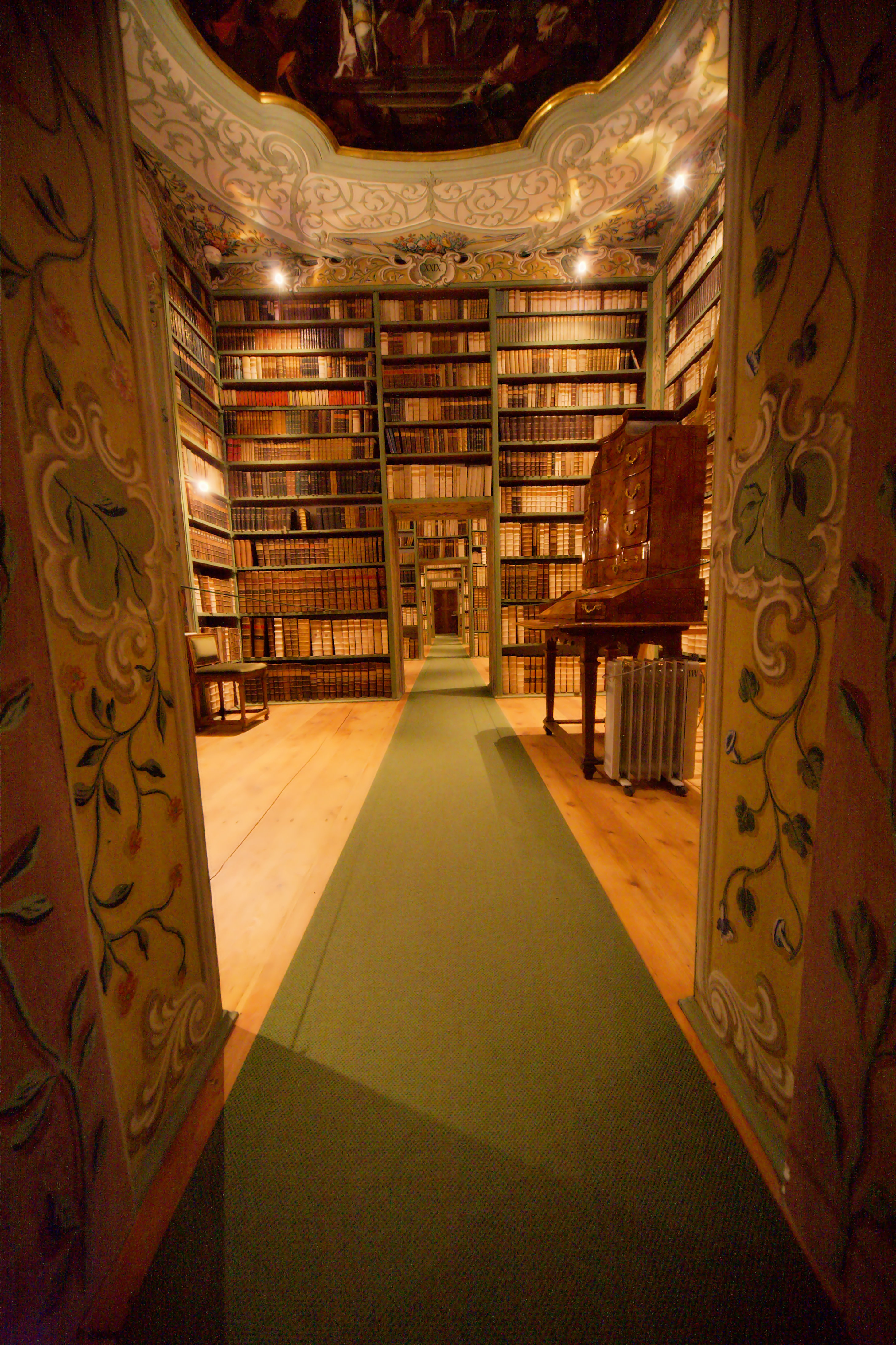
Biblioteca

## Bibliotecă, arhive și alte colecții

### Bibliotecă
Clădirile Mănăstirii Sf. Petru adăpostesc cea mai veche bibliotecă din Austria. Printre cele 800 de manuscrise cele mai prețioase sunt Verbrüderungsbuch, care a fost depozitat în 784 de către episcopul  Virgil. Prin achiziționarea continuă fondurile bibliotecii au crescut la 100.000 de volume, concentrându-se în special pe lucrări de monahism benedictin, istoria bisericii medievale, istoria artei și articole referitoare la istoria locală din Salzburg sau Salisburgensia. Colecțiile speciale includ incunabule și primele ediții, inclusiv gravurile colecționate de preotul Gregor Reitlechner și colecția de hărți.
În 1768 abatele Beda Seeauer a convertit clădirea medievală Zellenbibliothek în stil rococo. În 1999 ea a fost restaurată și este acum accesibilă numai cu permisiune specială.

### Arhive
Arhiva a fost constituită în scopul administrării abației și a cercetării istoriei sale. Aceasta conține documente din secolul al VIII-lea până în secolul al XX-lea, în următoarele serii:
1. Documente: c. 4.300 documente până la 1700;
2. Manuscrise Seria A: cronici, reviste, vizitații, acte de donație, registre, necrologuri, inventarii, registre contabile și altele;
3. Manuscrise Serie B: înregistrări oficiale de proprietate imobiliară (cartularii, registre, înregistrări, acte judecătorești);
4. Dosare: înregistrări și corespondența abaților, călugărilor, cancelarilor și al altor funcționari administrativi ai abației; dosare referitoare la dreptul de proprietate imobiliară;
5. Altele: fotografii, hărți și planuri.

### Arhiva muzicală
Ca urmare a contactului cu muzicieni notabili din Salzburg, Mănăstirea Sf. Petru are o colecție importantă, în mare parte olografe, de lucrări muzicale ale lui Johann Ernst Eberlin, Anton Cajetan Adlgasser, Leopold și Wolfgang Amadeus Mozart, Joseph Haydn, Sigismund von Neukomm, Robert Führer și Karl Santner.

### Alte colecții
Abație deține, de asemenea, colecții de picturi, opere de artă, minerale, mobilier, instrumente muzicale, un cabinet de numismatică și un cabinet de curiozități naturale (neaccesibil).

## Institute din cadrul Mănăstirii Sf. Petru

### Institutul pentru Studii Benedictine
În scopul de a oferi tinerilor călugări și călugărițe benedictine vorbitoare de limbă germană posibilitatea de a-și aprofunda educația lor pe teme monahale, Conferința Abaților din Salzburg din anul 2000 a înființat Institutul pentru Studii Benedictine pentru a servi la studierea și cercetarea Regulilor Sf. Benedict. Directorul institutului este Dr. Michaela Puzicha OSB.

### Institutul Liturgic Austriac
Prin eforturile preotului Adalbero Raffelsberger, Mănăstirea Sf. Petru a fost una dintre cele mai vechi institute de renaștere liturgică din Austria. În 2001 Institutul Liturgic al Conferinței Episcopilor Austrieci a fost atașat la acesta.

## Stiftskeller
St. Peter Stiftskeller a fost menționat pentru prima dată într-un act emis în 803 de Alcuin din York, un savant englez însoțitor al împăratului Carol cel Mare; el se pretinde, prin urmare, a fi cel mai vechi restaurant din Europa Centrală.